# School of Visual Arts

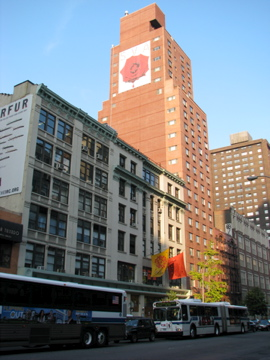
SVA:s huvudbyggnad.

School of Visual Arts (SVA) är en konstskola på Manhattan, New York, och anses vara en av de ledande konstskolorna i USA. Skolan grundades 1947 av Silas Rhodes och Burne Hogarth som Cartoonists and Illustrators School och bytte sedan namn 1956.